# Celypha woodiana
Celypha woodiana es una especie de polilla del género Celypha, tribu Olethreutini, familia Tortricidae. Fue descrita científicamente por Barrett en 1882.
La envergadura es de unos 17 milímetros. Se distribuye por Europa: Inglaterra.